# Успение Богородично (Клисура)
Вижте пояснителната страница за други значения на Успение Богородично.
Храм „Успение на Пресвета Богородица“ е православна църква в град Клисура, Карловска духовна околия на Пловдивската митрополия.
Черквата е построена през 1885 г. на мястото на единствената оцеляла сграда, турския конак, след опожаряването на селото и разбиването на бранителите под предводителството на Никола Караджов по време на Априлското въстание.
Атанас Самоковлията е главен майстор на градежа, и според каменния надпис, поставен на западната фасада на храма, строежът е завършен на 3 август 1885 г.: „В деветата година от разорението на Клисура и в седмата година от Освобождението ни съгради се този храм. 1885 август“.
В историята на Клисура, и в частност тази на храма е съхранена историята на спасяването на известна част от населението, след погрома на въстанието, нанесен от башибозушките орди на карловския феодал Тосун бей в битката при Зли дол. На 8 май 1876 г. в селото пристига Хафъз паша. Малкото момче, дванадесетгодишният Йовко Кушев скрива под дрехата си иконата на Света Богородица и оставя своя дом и село. Пашата се разпорежда да бъдат изклани селяните. От смъртта се спасяват благодарение на поройния дъжд, изпратен, както смятат селяните, от Божията майка. След това оцелелите бягат през прохода Върлишница в съседна Копривщица. Днес иконата е ценен експонат в клисурския Исторически музей. По тези исторически причини иконата е тачена като спасител и закрилник на град Клисура.